# Sozialrepublikanismus
Der Sozialrepublikanismus (oder auch: sozialer Republikanismus) ist eine politische Strömung links von der Sozialdemokratie, die auf die Schaffung einer sozialen Republik abzielt und Elemente des Sozialismus mit der Idee der Bürgerlichkeit verbindet.

## Geschichte
Geläufiger ist der Begriff vor allem in Frankreich, wo es eine Reihe linker bzw. linksradikaler Organisationen gibt, die sich positiv auf den Begriff des Bürgers beziehen, so etwa Attac oder die Parti de Gauche (PG).
Bürgerlichkeit bezieht sich dabei auf eine Auffassung von politischer Freiheit, die in der republikanischen Tradition des neoathenischen Bürgerhumanismus steht. Sie meint die kollektive Teilhabe an der Gestaltung der Gemeinschaft und unterscheidet sich somit vom liberalen Bürgerbegriff, der das einzelne Individuum in den Vordergrund stellt.
Als sozialrepublikanisch galten in Deutschland seit der Revolution von 1848/49 Bewegungen, die den Kampf für die Republik über das Politische hinaustreiben wollten, etwa mit Blick auf den Pariser Juniaufstand.  In den USA bezeichneten sich sozialistisch orientierte Forty-Eighters als „soziale Republikaner“.  Auch die Pariser Kommune wurde verschiedentlich in diesem Sinne eingeordnet. Wilhelm Liebknecht und August Bebel nannten sich „Sozialrepublikaner“, als sie am 21. Juli 1870 im Norddeutschen Reichstag eine Erklärung gegen die Finanzierung des Deutsch-Französischen Kriegs abgaben.
Meyers Großes Konversations-Lexikon definierte 1909 die Soziale Republik als „Freistaat mit Beseitigung der kapitalistischen Produktionsweise und jeglichen Klassenunterschiedes“.  Seitdem führten sozialrepublikanische Ideen in Deutschland eher ein Nischendasein. Von 1932 bis 1933 existierte kurzzeitig die Sozial-Republikanische Partei Deutschlands, eine Absplitterung der SPD und des Reichsbanners Schwarz-Rot-Gold.